# Главная почтовая дирекция
Гла́вная почто́вая дире́кция (нем. Oberpostdirektion; OPD; ГПД) — административная единица и орган почтового управления среднего звена в Германии. Впервые дирекции были созданы в 1850 году в Пруссии. После Второй мировой войны ГПД работали сначала в оккупационных зонах, а позднее в обоих немецких государствах. В ГДР, вместо расформированных в 1953 году Главных почтовых дирекций, были созданы Окружные почтовые дирекции, просуществовавшие до 1990 года.

## Задачи
Основная задача, которая ставилась перед Главными почтовыми дирекциями как новым органом управления среднего звена, было уменьшение нагрузки на Берлинский генеральный почтамт, за счёт передачи им части функций. ГПД были самостоятельны в решении многих вопросов, касающихся управления почтовыми отделениями в закреплённом округе.
Помимо почтовых отделений округа, в сферу деятельности ГПД также входили местные, спешные и курьерские почты. Они контролировали почтовые кассы и распределяли денежные средства по подведомственным почтовым отделениям. Они также могли регулировать местные почтовые тарифы.
В их ведении было и управление персоналом. ГПД подчинялись сельские почтальоны, почтовые экспедиторы, начальники бюро и другие почтовые служащие.
В обязанности Главных почтовых дирекций входило приобретение почтовых карет, а позднее почтовых автомобилей, расходных материалов, необходимого оборудования для почтовых отделений и всех видов форменной одежды. За ГПД были закреплены комнаты для пассажиров, они должны были обеспечивать питанием путешественников. ГПД также следили за наличием вакансий в почтовых отделениях, качеством предоставления почтовых услуг, рассматривали жалобы клиентов, проводили расследования и осуществляли наказания за нарушения, а также самостоятельно оплачивали причинённый ущерб.
Слияние 1 января 1876 года почтового и телеграфного управлений и создание в 1877 году телефонной компании добавили Главным почтовым дирекциям функций. Теперь они занимались созданием новых телеграфных линий, расширением городской телефонной связи и вводом в эксплуатацию таксофонов.
Позднее в сферу управления ГПД вошли железнодорожные почтамты, авиапочта, почтово-сберегательные службы, радиовещание и радиосвязь.

## История

### Пруссия и Северогерманский Союз (1850—1871)
До 1 января 1850 года почтовое управление в Пруссии было централизованным. Все почтовые отделения — 236 почтамтов, в ведении которых были 1404 почтовых экспедиций и 62 почтовых управления, подчинялись Берлинскому генеральному почтамту.
В 1821 году канцлер Карл Гарденберг опубликовал меморандум, призванный облегчить работу главного почтового ведомства. Меморандум предполагал создание в каждой провинции главных почтовых дирекций с административными полномочиями. Для реорганизации почтовой системы была создана комиссия, которая предложила в каждом административном округе возложить на чиновников окружного управления функции почтовой полиции. По замыслу комиссии, почтовый инспектор должен был разбирать претензии, связанные с почтовым обслуживанием, а также вести бухгалтерскую отчётность. Кроме того, предлагалось создать под управлением генерального почтамта 97 окружных почтамтов, в подчинении у которых были входящие в округ почтовые управления I и II класса. Однако комиссия не пришла к согласию и была распущена в 1823 году.
В 1849 году генеральный почтмейстер Готтлиб Генрих Шмюкерт предложил проект реформирования почты, предусматривающий её децентрализацию путём создания на местах органов управления среднего звена. 19 сентября 1849 года вышел Кабинетский указ, в котором говорилось: «В каждом административном округе, а также в столице Берлине организуются Главные почтовые дирекции. Все почтовые учреждения в административных округах переходят в подчинение Главных почтовых дирекций…». ГПД были созданы в каждом из 26 административных округов Пруссии. Открылись они 1 января 1850 года. В 1868 году эта структура управления была перенесена на Северо-Германский почтовый округ, а в 1871 году на имперскую почту.
Были созданы следующие ГПД:
- в провинции Пруссия — в Кёнигсберге, Гумбиннене, Данциге и Мариенвердере;
- в провинции Померания — в Штеттине, Кёзлин и Штральзунде;
- в провинции Бранденбург — в Берлине, Потсдаме и Франкфурте-на-Одере;
- в провинции Саксония — в Магдебурге, Мерзебурге и Эрфурте;
- в провинции Позен — в Позене и Бромберге;
- в провинции Силезия — в Бреслау, Лигнице и Оппельне;
- в провинции Вестфалия — в Мюнстере (Главная почтовая дирекция Мюнстера), Миндене и Арнсберге;
- в Рейнской провинции — в Кёльне, Кобленце, Дюссельдорфе, Аахене и Трире.

1 октября 1852 года ГПД Мерзебурга из-за неудачного месторасположения была переведёна в Галле (Заале).
1 января 1867 года ГПД открылись в Киле и Ганновере.
Вследствие ликвидации почтовой администрации Турн-и-Таксис, 1 июля 1867 года ГПД были созданы в Касселе, Дармштадте и Франкфурте-на-Майне.
После упразднения, на основании Конституции Северогерманского союза, прежних земельных почтовых управлений, 1 января 1868 года ГПД были организованы в Лейпциге, Шверине, Ольденбурге и Брауншвейге. В результате Франко-прусской войны, в октябре 1870 года ГПД открылись в Страсбурге и Меце имперской провинции Эльзас-Лотарингия.

### Имперская почта (1871—1945)
После образования 1 января 1872 года Германской империи, Главные почтовые дирекции были созданы в баденских городах Карлсруэ и Констанце. Кроме того, 1 января 1872 года был разделён округ Лейпциг и создана новая ГПД в Дрездене.
1 апреля 1873 года и 1 января 1874 года, вследствие отмены особого положения главпочтамтов в Гамбурге и Бремене, в этих городах были созданы ГПД. Главпочтамт в Любеке был упразднён и передан округу Гамбург. ГПД были также ликвидированы в Аахене, Миндене и Бромберге, однако вскоре созданы вновь, из-за увеличения почтового сообщения в этих городах.
1 июля 1868 года ликвидировали ГПД Штральзунда, объединив её с ГПД округа Штеттин. Одновременно была упразднена ГПД Мариенвердера.
1 августа 1895 года ГПД Арнсберга переместилась в Дортмунд. С 1 июля 1897 года начала работу ГПД Хемница. Количество Главных почтовых дирекций в Германии возросло с 33 в 1871 году до 41 в 1897 году.
В Баварии 1 апреля 1907 года бывшие главпочтамты были преобразованы в Главные почтовые дирекции.
По итогам Первой мировой войны, в 1918 году ГПД были закрыты в Данциге, Бромберге, Позене, Меце и Страсбурге. На основании государственных договоров от 29/31 марта 1920 года ГПД Мюнхена, Ландсхута, Нюрнберга, Бамберга, Вюрцбурга, Регенсбурга, Аугсбурга и Шпайера, а также Вюртембергская генеральная дирекция почты и телеграфа, в качестве ГПД Штутгарта, вошли в подчинение Имперскому министерству почты.
С 1 апреля 1920 года, а в Штутгарте задолго до этого, должность руководителя Главной почтовой дирекции стала официально называться президент. В это же время обердиректором почты стали называть руководителя крупного почтамта.
В 1934 году в ходе административной реформы были упразднены пять ГПД: в Дармштадте, Халле (Заале), Констанце, Легнице и Миндене.
С 1 апреля 1934 года, помимо Главных почтовых дирекций, начали создавать Имперские почтовые дирекции (Reichspostdirektion; RPD; ИПД).
После возвращения в 1935 году в состав Германии Саара и с созданием ГПД Саарбрюккена количество Главных почтовых дирекций в стране снова выросло до 41.
В нацистской Германии, с присоединением к Германии новых территорий, число Главных почтовых дирекций выросло до 51. Десять новых ГПД были открыты в Аусиге, Данциге, Граце, Инсбруке, Карлсбаде, Клагенфурте, Линце, Позене, Троппау и Вене.
На оккупированных территориях организовывалась «Германская служебная почта» (Deutsche Dienstpost), которая подчинялась Имперскому министерству почты. Почтовые учреждения онемечивались, а затем обслуживались Имперскими почтовыми дирекциями. На 1 января 1940 года Данциг должен был обслуживать 373 почтамта и правительственных учреждения, Гумбиннен — 10, Кёнигсберг — 25, Оппельн — 263 и Позен.
В 1943 году в ходе административной реформы были упразднены 13 Имперских почтовых дирекций: Аахен, Бамберг, Карлсбад, Кассель, Кёзлин, Ландсхут, Ольденбург, Потсдам, Регенсбург, Шпайер, Трир, Троппау и Вюрцбург.
К 8 мая 1945 года в Германии работали 38 Имперских почтовых дирекций.

### Послевоенный период (1945—1949)
После окончания Второй мировой войны, по результатам Потсдамской конференции, Главные почтовые дирекции были ликвидированы в округах Кёнигсберг, Гумбиннен, Штеттин, Бреслау и Оппельн, так как эти территории по новой границе по Одеру—Нейсе отходили в советское и польское управление. ГПД были также ликвидированы в получившей независимость Австрии.
В оккупированных союзническими войсками зонах Германии начали создавать новые Главные почтовые дирекции.

#### Западные зоны оккупации
Британская зона оккупации
В британской зоне оккупации 19 сентября 1945 года была создана «Главная почтовая дирекция имперской почты в британской зоне» (BZRPO) с центром в Бад-Зальцуфлене. К ней относились ГПД Брауншвейга, Бремена, Дортмунда, Дюссельдорфа, Гамбурга, Ганновера, Киля, Кёльна и Мюнстера.
Американская зона оккупации
В октябре 1945 года, с целью упрощения управления, в Южной Германии был создан «Комитет по планированию» американской зоны оккупации. С апреля 1946 года ГПД Франкфурта-на-Майне, Карлсруэ, Мюнхена, Нюрнберга, Регенсбурга и Штутгарта вошли в подчинение ГПД Мюнхена.
Французская зона оккупации
Во французскую зону оккупации вошли ГПД Кобленца и Саарбрюккена, а также части ГПД округов Франкфурт-на-Майне, Карлсруэ и Штутгарт. В действительности в рабочем состоянии была только ГПД Кобленца. Сотрудники ГПД Саарбрюккена бежали за Рейн, предварительно уничтожив предприятие. В июне 1945 года новые Главные почтовые дирекции были созданы в Трире и Нойштадте (Вайнштрассе). ГПД Нойштадта также отвечала за почтовую связь в районе Рейнгессен, принадлежавшем Франкфурту-на-Майне.
В связи с пересмотром границ летом 1945 года были созданы новые ГПД во Фрайбурге (Брейсгау) и Тюбингене, взявшие на себя обязанности по почтовому обслуживанию французской части ГПД округов Карлсруэ и Штутгарта. После выделения из французской зоны оккупации Саара летом 1945 года была создана «Главная почтовая дирекция Саара». Таким образом, во французской зоне оккупации существовали пять ГПД во: Фрайбурге, Кобленце, Нойштадте, Трире и Тюбингене. Они подчинялись «Дирекции ППТ управления военной зоны оккупации Правительства Франции» (фр. Direction des PPT du Gouvernemet Militaire de la Zone Franzais d´occupation) с местонахождением в Баден-Бадене.
Так как взаимодействие французских оккупационных властей и немецких почтовых служащих складывалось трудно, 1 сентября 1945 года в Раштатте было создано «Немецкое центральное почтовое управление во французской зоне» (Deutschen Postzentralamts in der französischen Zone).
Окружная почтовая дирекция Висбадена обеспечивала почтовую связь на территории провинции Нассау (без городского округа Франкфурт-на-Майне, городского округа Ханау и районов Ханау, Гельнхаузен и Шлюхтерн). Она существовала с 28 июля по 26 сентября 1945 года.
Бизония
1 января 1947 года британская и американская оккупационные зоны объединились в англо-американскую зону оккупации. Бывшая ГПД Мюнхена и BZRPO объединились в «Главное управление почтовой и электросвязи англо-американской зоны оккупации» с местонахождением во Франкфурте-на-Майне. В Бизонии работали 15 Главных почтовых дирекций.

#### Магистрат Берлин
В подчинении, расположенной в Шарлоттенбурге, Имперской почтовой дирекции Берлина находилось 200 почтовых отделений, 3 железнодорожных почтамта, доставка газет, почтово-сберегательное отделение, 7 центральных телефонных станций и т. д.
19 мая 1945 года бывшая ГПД Берлина под названием «Управление почты и телекоммуникаций Магистрата Большого Берлина» была подчинена Берлинскому магистрату.
После разделения Берлина в советском секторе (Восточный Берлин) 30 ноября 1948 года была организована Главная почтовая дирекция Берлина (Berlin W 66), которая подчинялась Министерству почтовой связи и телекоммуникаций. Центральный орган почтового управления в Западном Берлине получил в январе 1951 года наименование «Управление сената почтовой службы и телекоммуникаций в Берлине».

#### Советская зона оккупации
В советской зоне оккупации 9 июня 1945 года была создана Советская военная администрация в Германии. С 27 июля 1945 года все коммуникации были подчинены Немецкому центральному управлению советской зоны оккупации.
ГПД Хемница и Магдебурга были упразднены 1 октября 1945 года, их округа поделили между собой ГПД Лейпцига и Гаале (Заале).
В сентябре 1945 года Советская военная администрация в Германии создала Главное управление почты и телекоммуникаций в советской зоне оккупации Германии (ZVPF), в ведение которой вошли ГПД Хемница, Дрездена, Эрфурта, Гаале (Заале), Лейпцига, Магдебурга, Потсдама и Шверина.

### ГДР (1949—1990)
1 января 1953 года Главные почтовые дирекции на территории ГДР были ликвидированы. Их заменили 14 Окружными дирекциями почты и телекоммуникаций, располагавшихся в городах Росток, Шверин-Мекленбург, Нойбранденбург (Мекленбург), Потсдам, Франкфурт-на-Одере, Коттбус, Магдебург, Галле (Заале), Эрфурт, Гера, Зуль, Дрезден, Лейпциг и Хемниц. 18 февраля 1954 года Окружная дирекция была образована в Берлине. Наряду с этим существовали несколько центральных учреждений, которые были в непосредственном подчинении Министерства почты и телекоммуникаций ГДР.
1 октября 1990 года в официальном бюллетене № 77 было опубликовано организационное распоряжение (Vfg BMPT 136/1990), вступившее в силу с 3 октября 1990 года. Согласно ему Окружные дирекции, созданные в городах Росток, Нойбранденбург (Мекленбург), Франкфурт-на-Одере, Коттбус, Магдебург, Гера, Лейпциг и Хемниц, ликвидировались. Окружные дирекции в городах Шверин, Эрфурт, Галле, Дрезден и Потсдам были преобразованы в Главные почтовые дирекции в ведении Немецкой федеральной почты. Западное и восточное Берлинские управления были объединены.

### ФРГ (1949—1999)
К 1 марта 1950 года на территории ФРГ работали 20 Главных почтовых дирекций. 1 апреля 1950 года «Главное управление почты и телекоммуникаций Объединённой экономической зоны» и региональные почтовые управления в землях Баден, Рейнланд-Пфальц и Вюртемберг-Гогенцоллерн с подчиненными подразделениями были переданы в управление федерального правительства. Была создана Немецкая федеральная почта, региональные почтовые управления снова стали именоваться Главные почтовые дирекции.
Число ГПД в ФРГ колебалось, поскольку некоторые из них в результате реорганизации и слияния были упразднены. В 1957 году, вследствие вхождения Саара в Федеративную Республику Германии, в управление Немецкой федеральной почты перешла ГПД Саарбрюкена.
В 1973 году встал вопрос о реорганизации округов ГПД. Для реформирования почтового управления Федеральное правительство создало комитет на уровне министров. В результате 31 декабря 1977 года были упразднены четыре Главные почтовые дирекции: ГПД Брауншвейга объединили с ГПД Ганновера, ГПД Трира — с ГПД Кобленца, ГПД Нойштадта (Вайнштрассе) — с ГПД Карлсруэ, округ ГПД Тюбингена был поделён между ГПД Фрайбурга и Штутгарта.
После проведения почтовой реформы, начавшейся в 1990 году, из 44 ГПД остались только 17 и Земельная почтовая дирекция Берлина. Сначала в рамках почтовой реформы Главные почтовые дирекции разделили главные почтовые дирекции почтовой службы и главные дирекции в области телекоммуникаций. Ранее в каждой дирекции имелись соответствующие руководители почтовой службы и телекоммуникаций, которые подчинялись президенту дирекции. В январе 1993 года после окончательного разделения отраслей большинство из бывших руководителей отдельных отраслей стали президентами соответствующей дирекции. Одновременно произошло переименование всех главных почтовых дирекций в дирекции, при этом почтовая служба Немецкой почты (Deutsche Bundespost) была переименована в Дирекцию почтовой службы. При этом пять дирекций на территории бывшей ГДР с самого начала назывались дирекциями почтовой службы.
В ходе реорганизации Немецкой почты (Deutsche Post AG) в 1996 году 23 региональные дирекции начали работать не по географическому (региональному) принципу, а по трём направлениям, каковыми были пересылка почтовой корреспонденции, пересылка грузов и почтовые отделения. В результате дальнейшей реорганизации Deutsche Post AG в 1999 году дирекции были полностью ликвидированы.

## Список Главных почтовых дирекций
| Главные почтовые дирекции |                               |                                                                                        |  |                    |                                      |                                                                                        |
| Местоположение            | Дата открытия                 | Дата ликвидации и примечания                                                           |  | Местоположение     | Дата открытия                        | Дата ликвидации и примечания                                                           |
| Аахен                     | 1 января 1850 1 января 1876   | 1 октября 1870 2 марта 1943, в ИПД Кёльна                                              |  | Арнсберг           | 1 января 1850                        | 1 октября 1895 в Дортмунд                                                              |
| Аугсбург                  | 1 апреля 1920                 | 1945 в ИПД Мюнхена                                                                     |  | Аусиг              | 1 февраля 1939                       | 1945 (ликвидация нацистской Германии)                                                  |
| Бамберг                   | 1 апреля 1920                 | 20 февраля 1943, в ИПД Нюрнберга                                                       |  | Берлин             | 1 января 1850                        | 1 января 1995, реорганизация Немецкой федеральной почты                                |
| Брауншвейг                | 1 января 1868                 | 1977, в ГПД Ганновера                                                                  |  | Бремен             | 1 января 1874                        | 1 января 1995, реорганизация Немецкой федеральной почты                                |
| Бреслау                   | 1 января 1850                 | 1945 (ликвидация Третьего рейха)                                                       |  | Бромберг           | 1 января 1850 1 января 1876          | 1 октября 1868 в ГПД Позена 1918 (Версальский договор)                                 |
| Вена                      | 1 мая 1938                    | 1945 (ликвидация Третьего рейха)                                                       |  | Вюрцбург           | 1 апреля 1920                        | 17 марта 1943 в ИПД Нюрнберга                                                          |
| Галле (Заале)             | 1 октября 1852 1 января 1953  | 31 марта 1934 1 января 1995, реорганизация Немецкой федеральной почты                  |  | Гамбург            | 1 апреля 1873                        | 1 января 1995, реорганизация Немецкой федеральной почты                                |
| Ганновер                  | 1 января 1867                 | 1 января 1995, реорганизация Немецкой федеральной почты                                |  | Гера               | 1 января 1953                        | 3 октября 1990 ликвидирована                                                           |
| Грац                      | 1 мая 1938                    | 1945 (ликвидация Третьего рейха)                                                       |  | Гумбиннен          | 1 января 1850                        | 1945 (ликвидация Третьего рейха)                                                       |
| Данциг                    | 1 января 1850 22 октября 1939 | 1918 (Версальский договор) 1945 (ликвидация Третьего рейха)                            |  | Дармштадт          | 1 января 1867                        | 31 марта 1934 в ГПД Франкфурта-на-Майне                                                |
| Дортмунд                  | 1 января 1895                 | 1 января 1995, реорганизация Немецкой федеральной почты                                |  | Дрезден            | 1 января 1872                        | 1 января 1995, реорганизация Немецкой федеральной почты                                |
| Дюссельдорф               | 1 января 1850                 | 1 января 1995, реорганизация Немецкой федеральной почты                                |  | Зуль               | 1 января 1953                        | 3 октября 1990 ликвидирована                                                           |
| Инсбрук                   | 1 мая 1938                    | 1945 (ликвидация Третьего рейха)                                                       |  | Карл-Маркс-Штадт   | 1 января 1953                        | 1 января 1995, реорганизация Немецкой федеральной почты                                |
| Карлсбад                  | 1 февраля 1939                | 18 февраля 1943, в ИПД Аусига                                                          |  | Карлсруэ           | 1 января 1872                        | 1 января 1995, реорганизация Немецкой федеральной почты                                |
| Кассель                   | 1 июня 1867                   | 26 февраля 1943, в ИПД Франкфурта-на-Майне                                             |  | Кёзлин             | 1 января 1850                        | 10 февраля 1943, в ИПД Штеттина                                                        |
| Кёльн                     | 1 января 1850                 | 1 января 1995, реорганизация Немецкой федеральной почты                                |  | Кёнигсберг         | 1 января 1850                        | 1945 (ликвидация Третьего рейха)                                                       |
| Киль                      | 1 января 1867                 | 1 января 1995, реорганизация Немецкой федеральной почты                                |  | Клагенфурт         | 1 мая 1938                           | 1945 (ликвидация Третьего рейха)                                                       |
| Кобленц                   | 1 января 1850                 | 1 января 1995, реорганизация Немецкой федеральной почты                                |  | Констанц           | 1 января 1872                        | 31 марта 1943 в ИПД Карлсруэ                                                           |
| Коттбус                   | 1 января 1953                 | 3 октября 1990 ликвидирована                                                           |  | Ландсхут           | 1 апреля 1920                        | 22 февраля 1943, в ИПД Мюнхена                                                         |
| Лейпциг                   | 1 января 1868                 | 3 октября 1990 ликвидирована                                                           |  | Лигниц             | 1 января 1850                        | 31 марта 1934 в ИПД Бреслау                                                            |
| Линц                      | 1 мая 1938                    | 1945 (ликвидация Третьего рейха)                                                       |  | Магдебург          | 1 января 1850                        | 3 октября 1990 ликвидирована                                                           |
| Мариенвердер              | 1 января 1850                 | 31 декабря 1871                                                                        |  | Мерзебург          | 1 января 1850                        | 1 октября 1852 в ГПД Галле (Заале)                                                     |
| Метц                      | Октябрь 1870                  | Эльзас, 1918 (Версальский договор)                                                     |  | Минден             | 1 января 1850 1 января 1876          | 1 июля 1869 31 марта 1934 в ИПД Мюнстера                                               |
| Мюнстер                   | 1 января 1850                 | 1 января 1995, реорганизация Немецкой федеральной почты                                |  | Мюнхен             | 1 апреля 1920                        | 1 января 1995, реорганизация Немецкой федеральной почты                                |
| Нойбранденбург            | 1 января 1953                 | 3 октября 1990 ликвидирована                                                           |  | Нойштадт           | 1945 французская зона                | 1977 в ГПД Карлсруэ                                                                    |
| Нюрнберг                  | 1 апреля 1920                 | 1 января 1995, реорганизация Немецкой федеральной почты                                |  | Ольденбург         | 1 января 1868                        | 4 марта 1943, в ИПД Бремена                                                            |
| Оппельн                   | 1 января 1850                 | 1945 (ликвидация Третьего рейха)                                                       |  | Позен              | 1 января 1850 1 декабря 1939         | 1918 (Версальский договор) 1945 (ликвидация Третьего рейха)                            |
| Потсдам                   | 1 января 1850 1 января 1953   | 15 февраля 1943, в ИПД Берлина 1 января 1995, реорганизация Немецкой федеральной почты |  | Регенсбург         | 1 апреля 1920 1945 американская зона | 30 марта 1943, в ИПД Нюрнберга 1 января 1995, реорганизация Немецкой федеральной почты |
| Росток                    | 1 января 1953                 | 3 октября 1990 ликвидирована                                                           |  | Саарбрюкен         | 1 марта 1935                         | 1 января 1995, реорганизация Немецкой федеральной почты                                |
| Страсбург                 | октябрь 1870                  | Эльзас 1918 (Версальский договор)                                                      |  | Трир               | 1 января 1850 1945 французская зона  | 24 февраля 1943, в ИПД Кобленца 1977 в ГПД Кобленца                                    |
| Троппау                   | 1 февраля 1939                | 25 марта 1943, в ИПД Оппельна                                                          |  | Тюбинген           | 1945 французская зона                | 1977, в ГПД Фрайбурга и Штутгарта                                                      |
| Фрайбург                  | 1945 французская зона         | 3 октября 1990 ликвидирована                                                           |  | Франкфурт-на-Майне | 1 июня 1867                          | 1 января 1995, реорганизация Немецкой федеральной почты                                |
| Франкфурт-на-Одере        | 1 января 1850                 | 1 января 1995, реорганизация Немецкой федеральной почты                                |  | Хемниц             | 1 июля 1897 1 января 1953            | 1945 (ликвидация Третьего рейха) 3 октября 1990 ликвидирована                          |
| Шверин                    | 1 января 1868                 | 3 октября 1990 ликвидирована                                                           |  | Шпайер             | 1 апреля 1920                        | 28 февраля 1943, в ИПД Саарбрюкена                                                     |
| Штеттин                   | 1 января 1850                 | 1945 (ликвидация Третьего рейха)                                                       |  | Штральзунд         | 1 января 1850                        | 1 июля 1868, в ГПД Штеттина                                                            |
| Штутгарт                  | 1 апреля 1920                 | 1 января 1995, реорганизация Немецкой федеральной почты                                |  | Эрфурт             | 1 января 1850                        | 1 января 1995, реорганизация Немецкой федеральной почты                                |